# Atletica pesante
Atletica pesante è un termine che identifica l'insieme di discipline sportive che generalmente prediligono potenza fisica e uso della forza in contrapposizione a quelle dell'atletica leggera che invece sono più orientate all'agilità e alla velocità.
Fanno parte dell'atletica pesante la lotta, il judo e il sollevamento pesi.
Un tempo regolate da un'unica federazione, le discipline dell'atletica pesante hanno ognuna un proprio organismo di riferimento, e il termine non è più utilizzato come un tempo.
L'atletica pesante delle olimpiadi dell'antichità prevedeva pancrazio, lotta e pugilato: queste ultime due discipline furono trasposte nelle olimpiadi moderne.